# La Légende de Saint-Loup
 (janvier 2023).
Si vous disposez d'ouvrages ou d'articles de référence ou si vous connaissez des sites web de qualité traitant du thème abordé ici, merci de compléter l'article en donnant les références utiles à sa vérifiabilité et en les liant à la section « Notes et références ».

La Légende de Saint-Loup est une comédie musicale de Jean-Jacques Debout  créée au château de Saint-Loup-sur-Thouet en juillet et août 1988.

## Fiche technique
- Musique de Jean-Jacques Debout
- Mise en scène de Jean-Jacques Debout
- Arrangements de Michel Bernholc
- Costumes de Philippe Binot exécutés par les ateliers de Denise Fougerolle
- Masques de Marie-France Larrouy
- Chorégraphie d'Arthur Plasschaert
- Directeur scénique Roger Ragoy
- Production TMV Jean-Paul Debout Organisation

## Historique
« Je cherchai depuis 3 ans un lieu pour y monter des Spectacles. Le hasard m'amena un dimanche d'automne à Saint-Loup. Je fus immédiatement conquis par ce vieux château magique, authentique d'architecture, aux toits si bien découpés.

Le charme indéfinissable de ce lieu et de son environnement me poussa à envisager de lier connaissance avec ce vieux fantôme endormi. Mis en vente par la « Ligue contre le cancer », j'ai donc, à l'aide d'emprunt bancaire, fini par acquérir Saint-Loup.
D'abord pour le faire revivre et lui conserver son passé et ses souvenirs. Le village tout entier nous a aidés, le maire a décidé de faire un grand parking où voisineront les fidèles du bienheureux Théophane Veinard et les spectateurs de Saint-Loup. L'aventure a été dure et souvent difficile car la préparation d'un spectacle nécessite beaucoup d'attention et de vigilance.
Ayant lu la Légende de Saint-Loup, j'ai tout de suite imaginé les personnages évoluant devant le Château, décors vivants pour cette magnifique légende.
Pour vous ce soir, je vais raconter, accompagné de comédiens, danseurs et des habitants de Saint-Loup, la Légende de ce village...
Il ne me reste plus qu'à frapper les trois coups... »

## Première partie
1. Comme
2. Le ballet des chauves-souris
3. La légende de Saint-Loup
4. Je veux mon ami Pierre
5. Au loup
6. Comme
7. Au loup
8. Comme
9. Ce que je veux... je le prends
10. Ne pleure pas bergère
11. Ah mon dieu quelle histoire
12. De la Fontaine, Voltaire et Perrault
13. Sainte Radegonde
14. Fin de 1re partie

## Deuxième partie
1. Ouverture 2e partie, au loup !
2. Sainte Radegonde
3. Plaine... Dans les plaines
4. Ah ! Dansons
5. Il n'y a pas plus heureux que nous deux
6. Quand on a...
7. Le loup est mort
8. Plaine... Dans les plaines
9. Plaine... Dans les plaines
10. La légende de Saint-Loup
11. Final « Quand on a... »